# Grana

Estructura de un cloroplasto:
1. Membrana externa
2. Espacio intermembrana
3. Membrana interna
4. Estroma (fluido acuoso)
5. Lumen tilacoidal (interior de cada tilacoide)
6. Membrana tilacoidal
7. Grana (pilas de tilacoides)
8. Lamela (parte de cada tilacoide no apilada)
9. Grano de almidón
10. Ribosoma
11. Plastoma (ADN de plasto)
12. Plastoglóbulo (gota lipídica)

Las granas son estructuras que se encuentran dentro de los cloroplastos y que se visualizan al microscopio óptico como gránulos verdes y al microscopio electrónico como una serie de apilamientos de tilacoides.  
Las granas contienen la clorofila y los carotenoides que son los pigmentos responsables de la fotosíntesis.
- Datos: Q3115438